# Liste der Chief Minister in Pakistan
Ein Chief Minister in Pakistan ist der gewählte Regierungschef einer Provinz. Er ist üblicherweise der Vorsitzende jener Partei, die im jeweiligen Provinzparlament die Mehrheit besitzt. Eine Amtszeit beträgt fünf Jahre.
Es gibt sechs Chief Minister (in Asad Jammu und Kaschmir: Premierminister). Die folgende Liste zeigt die Chief Minister der jeweiligen Provinz.
| Provinz                 | Name                | im Amt seit     | Partei                     | Ehemalige Chief Minister |
| ----------------------- | ------------------- | --------------- | -------------------------- | ------------------------ |
| Khyber Pakhtunkhwa      | Mehmood Khan        | 17. August 2018 | Pakistan Tehreek-e-Insaf   | Liste                    |
| Belutschistan           | Jam Kamal Khan      | 19. August 2018 | Balochistan Awami Party    | Liste                    |
| Sindh                   | Syed Murad Ali Shah | 18. August 2018 | Pakistanische Volkspartei  | Liste                    |
| Punjab                  | Usman Buzdar        | 20. August 2018 | Pakistan Tehreek-e-Insaf   | Liste                    |
| Gilgit-Baltistan        | Hafeez-ur-Rehman    | 26. Juni 2015   | Pakistan Muslim League (N) | Liste                    |
| Asad Jammu und Kaschmir | Raja Farooq Haider  | 30. Juli 2016   | Pakistan Muslim League (N) | Liste                    |